# 維托里亞燈塔
維托里亞燈塔（義大利語：Faro della Vittoria），又稱勝利燈塔，是義大利城市的里雅斯德的一座燈塔，服務的里雅斯德灣。

## 荣誉
這座燈塔高223英尺（68），是世界上最高的燈塔之一。

## 历史
維托里亞燈塔始建於1923年，並在1927年5月24日竣工。

## 外部連結
- 官方网站
- Servizio Fari （页面存档备份，存于） Marina Militare （意大利文）